# 부여 쌍북리 요지
부여 쌍북리 요지(扶餘 雙北里 窯址)는 대한민국 충청남도 부여군 부여읍 쌍북리에 있는 백제의 가마터이다. 1963년 1월 21일 대한민국의 사적 제99호로 지정되었다.

## 개요
충남 부여군 쌍북리에 있는 백제 때 토기 및 기와를 굽던 가마터로, 1941년 5월에 부여 시가지 계획도로 공사 중에 발견되었다.
발견 당시 가마는 땅에 묻힌 상태여서 분명하진 않지만, 길이 약 4m, 폭 135cm, 높이 90cm 정도의 크기였다. 굴뚝 부분에서 아래로 3cm 정도가 남아 있고 아궁이 부분은 밝혀지지 않았다고 한다. 지금은 도로가 완성되면서 가마의 앞부분이 잘려져 낭떠러지로 되어 있으며, 시멘트로 석실을 만들어 보호하고 있다. 소나무숲에 둘러싸인 이 부근에서는 토기조각이나 가마에서 버린 물건들이 발견되지 않지만, 산등성이 너머의 경작지에서는 많은 수의 토기조각과 기와조각이 널려져 있다.
지금은 가마의 일부만 남아있지만 부여읍 안에 남아있는 유일한 토기 및 기와 가마터로서 그 의의가 크다.

## 참고 자료
- 부여 쌍북리 요지 - 국가유산청 국가유산포털